# Hovedserien 1935/36
Die Saison 1935/36 war die zweite Spielzeit der Hovedserien, der höchsten norwegischen Eishockeyspielklasse. Meister wurde zum ersten Mal in der Vereinsgeschichte überhaupt der Grane SK.

## Modus
In der Hauptrunde absolvierte jede der acht Mannschaften insgesamt sieben Spiele. Der Erstplatzierte der Hauptrunde wurde Meister. Für einen Sieg erhielt jede Mannschaft zwei Punkte, bei einem Unentschieden gab es einen Punkt und bei einer Niederlage null Punkte.

## Hauptrunde
Tabelle
|    | Klub                         | Sp | S | U | N | Tore  | Punkte |
| -- | ---------------------------- | -- | - | - | - | ----- | ------ |
| 1. | Grane SK                     | 7  | 6 | 1 | 0 | 40:6  | 13     |
| 2. | Holmen Hockey                | 7  | 5 | 0 | 2 | 16:14 | 10     |
| 3. | Hasle-Løren IL               | 7  | 4 | 1 | 2 | 14:16 | 9      |
| 4. | Ski- og Fotballklubben Trygg | 7  | 4 | 0 | 3 | 21:17 | 8      |
| 5. | SK Strong                    | 7  | 3 | 1 | 3 | 18:15 | 7      |
| 6. | SK Forward                   | 7  | 2 | 1 | 4 | 17:22 | 5      |
| 7  | Gjøa Ishockey                | 7  | 2 | 0 | 5 | 8:18  | 4      |
| 8  | Furuset Ishockey             | 7  | 0 | 0 | 7 | 6:32  | 0      |

Sp = Spiele, S = Siege, U = unentschieden, N = Niederlagen, OTS = Overtime-Siege, OTN = Overtime-Niederlage, SOS = Penalty-Siege, SON = Penalty-Niederlage